# 2012年印度大奖赛
2012年印度大奖赛是2012年世界一级方程式锦标赛第十七站比賽，也是该项賽事第二年在印度举办。正賽在10月28日舉行。红牛车队的塞巴斯蒂安·维特尔在27日进行的排位赛中拿下杆位，并在正赛中夺得冠军。

## 賽事結果

### 正賽結果
| 上一場： 2012年韩国大奖赛 | 2012年世界一级方程式锦标赛 | 下一場： 2012年阿布达比大奖赛 |
| 上一屆： 2011年印度大奖赛 | 印度大奖赛                 | 下一屆： 2013年印度大奖赛     |